# 中国奥地の達者
中国奥地の達者（ちゅうごくおくちのだるま）は、都市伝説の一つである。

## 都市伝説の例
中国の奥地を旅していた日本人が、とある村で「達磨」（もしくは達者）という看板の掲げられた見世物小屋を見つける。中へ入ると、両手両足を切断された日本人が舞台の上で見世物にされていた。
その「達磨」は、日本語で住所と名を名乗り助けを乞うが、店内の不気味な雰囲気に臆した旅行者は、そのまま逃げるように店を出て帰国する。その後、旅行者が「達磨」の名乗った名前を調べると、その人物が中国へ一人旅をしたまま行方不明となっていた、というもの。

## 原話と背景
「忽然と客の消えるブティック」のエピソードとあわせて語られることも多い。その場合、「行方不明者を捜索中に、立ち寄った見世物小屋で発見された」という結末となる。同エピソードが日本へ伝わった際に、「手足を切断され達磨に」と転じた説が大勢である。だが「中国で行方不明となった日本人が身体改造を施されて見世物に」といった話の骨子は、怪談「灯台鬼」にあり、これが原話の一つだとする説もある。民俗学者の飯倉義之は、灯台鬼説話の中心が孝子説話であり異郷での身体変容に話の重きが置かれていないうえ、灯台鬼と都市伝説には1000年以上もの時間的開きがあることから物語の類似が時間軸上の前後関係に当てはめられて説話の伝承・系譜と誤読されて生成されたのではないかと否定している
「渋谷怪談」で、この話が映像化されている。

## 達磨（達者）の語源
前述の都市伝説の前置きとして「現在広く知られた『玩具のだるま』の語源は、中国に古くから存在する『両手両足を切断して頭と胴体だけの姿にする刑罰』に由来する」というものがある。ただし、玩具のだるまは日本独自のもので、中国における類似事例として前漢の呂后や唐の則天武后の故事が有名だが、同様の刑罰は通常「四解」または「支解」と呼ばれる。

## 脚註
1. ↑  宇佐和通『THE都市伝説』新紀元社、2004年、131頁。
2. ↑  松山ひろし『3本足のリカちゃん人形―真夜中の都市伝説』イースト・プレス、2003年、90-94頁。
3. ↑  木原浩勝・岡島正晃・市ヶ谷ハジメ『都市の穴』双葉社〈双葉文庫〉、2003年、177-178頁。
4. ↑  飯倉義之「〈話型〉の認識と説話の分類 「燈台鬼」説話と都市伝説「だるま男」の比較から」『説話・伝承学』19号、2011年
5. ↑  ただし、「だるま」の語源になった「達磨大師」のことは中国語でも「達磨」という。